# Bataille de Bean's Station
Guerre de Sécession
Batailles
Campagne de Knoxville
- Cumberland Gap
- Blountsville
- Blue Springs
- Campbell's Station
- Fort Sanders
- Bean's Station

La bataille de Bean's Station est une bataille de la campagne de Knoxville de la guerre de Sécession qui s'est déroulée le 14 décembre 1863, dans le comté de Grainger, Tennessee. Le général James Longstreet est en dehors de Knoxville jusqu'au 4 décembre 1863, où il abandonne ses positions et se dirige vers le nord-est. Il est poursuivi par le général John G. Parke, qui vient juste de remplacer le général Burnside.
La 13 décembre 1863, le général James M. Shackelford commande les forces de l'Union près de Bean's Station sur la rivière Holston. Longstreet décide de rebrousser chemin et de capturer Bean’s Station. Trois colonnes confédérées et l'artillerie approchent de Bean's Station pour prendre les fédéraux dans un étau. Le 14 décembre 1863 à 2 heures du matin, une colonne a une escarmouche avec les piquets de l'Union. Les piquets tiennent du mieux qu'ils peuvent et avertissent Shackelford de la présence confédérée. Il déploie sa force pour un assaut. Rapidement, la bataille commence et se poursuit pendant pratiquement toute la journée.
Les assauts confédérés se déroulent constamment, mais les forces de l'Union tiennent jusqu'à ce que les renforts confédérés fassent pencher la balance. À la tombée de la nuit, les fédéraux se retirent de Bean's Station en passant par Bean's Gap et par Blain's Cross Roads. Longstreet attaque les forces de l'Union le lendemain matin, mais alors qu'il s'approche d'eux à Blain's Cross Roads, il découvre qu'ils se sont retranchés, ne pouvant être délogés. Longstreet se retire et les fédéraux quittent rapidement la région. La campagne de Knoxville se termine après la bataille de Bean's Station. Longstreet prend rapidement ses quartiers d'hiver à Russellville, Tennessee.

## Contexte
Depuis quelques mois, la guerre a commencé à tourner en faveur des fédéraux. Les confédérés perdent la bataille de Gettysburg et l'espoir d’avancer sur Washington. C'est souvent appelé la marque de la montée des eaux de la Confédération (en). Le jour suivant, les confédérés perdent la ville de Vicksburg au profit des fédéraux au terme d'un siège interminable. Le Royaume-Uni, ayant observé la défaite confédérée à Gettysburg, vient de refuser d'envoyer de l'aide aux rebelles.

## Prélude

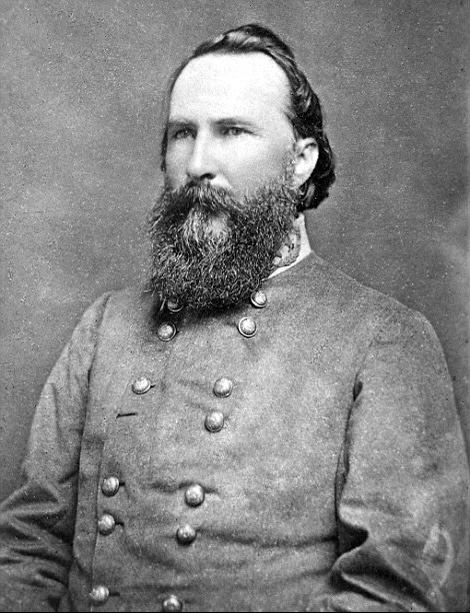
James Longstreet, commandant confédéré
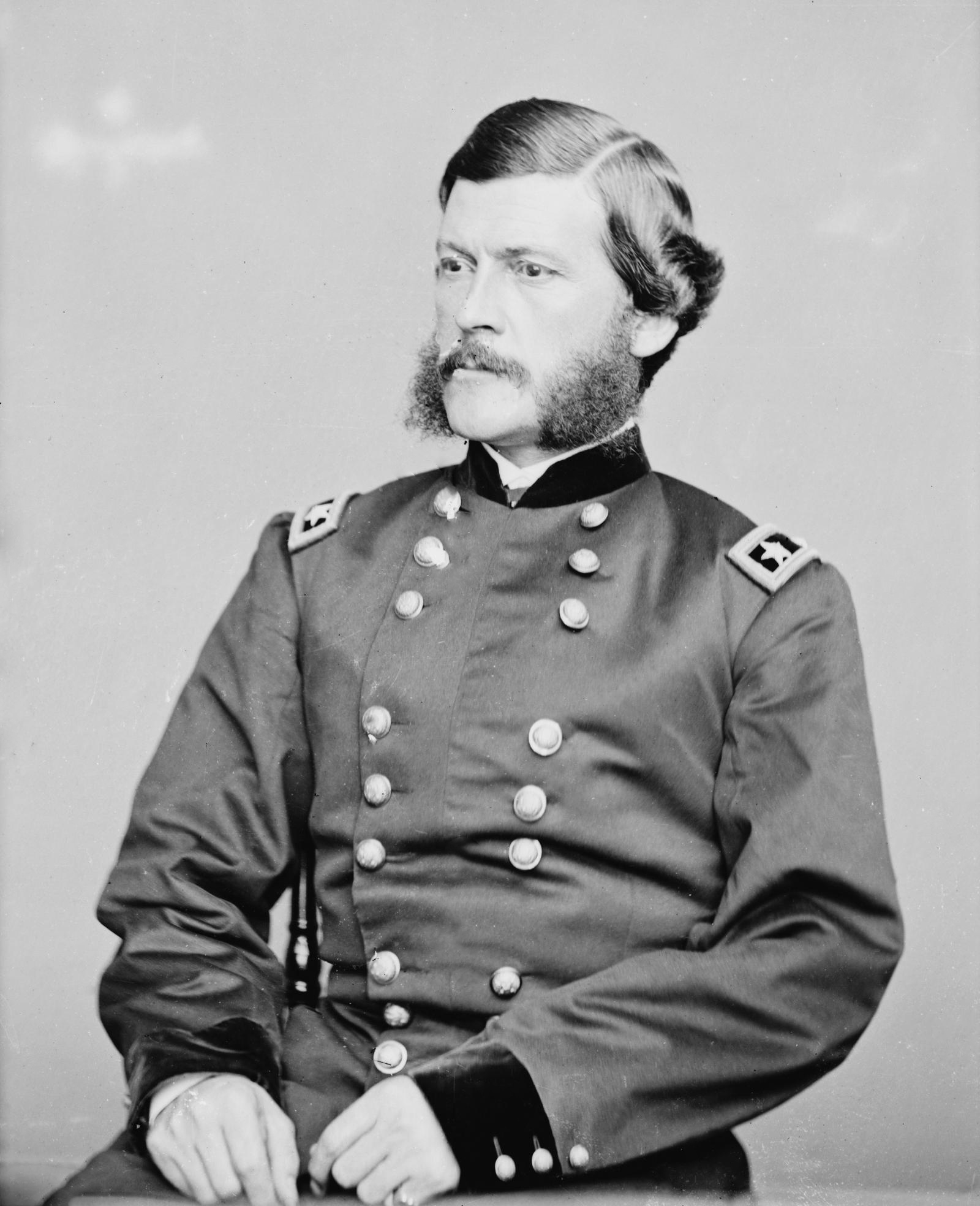
John Parke, commandant de l'Union

Le 4 décembre 1863, Longstreet retraite de Knoxville et se dirige vers le nord-est vers Rogersville, Tennessee. Le général de l'Union John G. Parke est à la poursuite de la retraite confédérée dans le Tennessee. Cette nuit là, les confédérés arrivent à Blain's Crossroads, à treize kilomètres à l'ouest de Rogersville. Le général victorieux de l'Union à Knoxville, le général Burnside, a été officiellement remplacé avant le siège de Knoxville, mais son successeur, le major général John G. Foster, a été coincé en dehors de la ville pendant le siège. Le 10 décembre 1863, il arrive et prend le commandement des forces de l'Union.
L'armée confédérée passe Bean's Station (en) et met le camp près de Rogersville. Après avoir appris que la cavalerie fédérale à Bean’s Station est plus avancée que l'infanterie de l'Union, Longstreet tente d'encercler le 14 décembre 1863 les forces de l'Union. Il apprécie le rapport de forces et compte sur l'effet de surprise sur les fédéraux. Le général sudiste ordonne à sa cavalerie sous les ordres de William Martin de se placer derrière les positions de l'ennemi à Bean’s Station pour couper leur ligne de retraite. Le mouvement d'encerclement de Longstreet est tactiquement bon mais son exécution n'est pas réussie plus tard dans la journée.
Le plan de Longstreet est de déplacer son infanterie sur la station à partir de son bivouac à Rogersville. W. T. Martin avec quatre brigades de cavalerie doit descendre le long de la rive sud de la rivière Holston et traverser là ou en dessous de la station, pendant que « Grumble » Jones avec deux brigades de cavalerie doit descendre sur le long du versant nord des Clinch Mountains (en) et couper la retraite fédérale à Bean's Station gap.

## Bataille

### Premier jour de combat
Le matin du 14 décembre 1863, la division d'infanterie de Bushrod Johnson se met en route, suivi par la division de Lafayette McLaws et des éléments de la division de Hood. La brigade de cavalerie du colonel Henry Giltner établit le contact avec les piquets fédéraux avant Bean's Station vers 14 heures, et la bataille commence. La position fédérale repose sur les deux côtés de la route de Rutledge. Le commandant de l'Union, le brigadier général J. M. Shackelford, positionne son artillerie derrière un ruisseau de chaque côté de la route. Les forces confédérées avançant de l'est positionnent aussi leurs batteries d'artillerie au-dessus et en dessous de la chaussée.
La force confédérée, avec la brigade du Tennessee de Johnson manœuvrant en dessous de la route et le brigade de l'Alabama du brigadier général Archibald Gracie au-dessus d'elle vers le nord, se trouve confrontée à des tirs fournis des batteries fédérales positionnées derrière la rivière et des tireurs dans la taverne. Les batteries d'artillerie confédérées avancent pour tirer sur l'hôtel, et Longstreet envoie une brigade autour du flanc nord de Gracie pour encercler le flanc gauche de l'Union. Les commandants fédéraux détectent le mouvement et décident d'exécuter un combat de retardement reculant vers Rutledge. Les forces de l'Union réussissent à retraiter vers la route de Rutledge. Jones et l'infanterie exécutent bien leur partie de l'opération. Néanmoins, Martin gère mal sa partie et la cavalerie de Shackelford s'échappe vers Blain's C.R. sans plus de pertes que quelques chariots.

### Second jour de combat

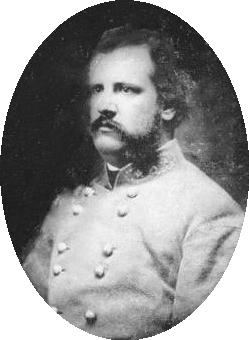
Archibald Gracie, commandant de brigade confédérée.

Le lendemain, le combat commence vers 14 heures lorsque la cavalerie confédérée rencontre les piquets de l'Union à environ cinq kilomètres à l'est de Bean's Station. Cela se développe rapidement en un engagement général, avec la brigade du brigadier général A. Gracie (en) en tête du camp confédéré. La cavalerie de l'Union est forcée de reculer lentement. Une division réussit à se placer sur le flanc gauche de l'Union, et alors que l'obscurité tombe, les forces confédérées occupent Bean's Station.

## Conséquences
Une tentative de couper la retraite de l'armée de l'Union échoue lorsqu'elle rencontre l'infanterie de Parke. Les pertes s'élèvent à environ 700 pour l'Union et à 900 pour les confédérés, tués ou blessés. Bean's Station marque la fin des combats de la campagne de Knoxville. Bien qu'elle soit une victoire confédérée, elle n'a qu'un faible effet à long terme. Longstreet a eu sa chance d'attaquer un détachement de l'Union isolé, mais aurait eu besoin de renforts significatifs pour reprendre l'offensive. À la place, alors que l'hiver s'installe, les combats dans l'est du Tennessee s'arrêtent. Le printemps suivant, les hommes de Longstreet retournent dans l'armée de Virginie du Nord.